# Rennrodel-Juniorenweltmeisterschaften 1991
Die 6. Juniorenweltmeisterschaft im Rennrodeln wurde im Januar 1991 auf der Kombinierten Kunsteisbahn am Königssee in Deutschland ausgetragen. Die Wettkämpfe fanden um Samstag, den 19. Januar statt. Das Starterfeld umfasste Teilnehmer aus 15 Nationen.

## Ergebnisse

### Einsitzer der Juniorinnen
| Rang | Sportlerin           | Nationalität                | Endzeit      |
| ---- | -------------------- | --------------------------- | ------------ |
| 1    | Barbara Niedernhuber | Deutschland (Königssee)     | 1:32,327 min |
| 2    | Jean Roos            | Deutschland (Oberhof)       | 1:32,708 min |
| 3    | Helena Dudas         | Deutschland (Berchtesgaden) | 1:32,883 min |

### Einsitzer der Junioren
| Rang | Sportler        | Nationalität                | Endzeit      |
| ---- | --------------- | --------------------------- | ------------ |
| 1    | Ralf Kutzner    | Deutschland (Altenberg)     | 1:35,417 min |
| 2    | Norbert Gatz    | Deutschland (Berchtesgaden) | 1:35,709 min |
| 3    | Christian Pfnür | Deutschland (Berchtesgaden) | 1:36,083 min |

### Doppelsitzer der Junioren
| Rang | Sportler                          | Nationalität                 | Endzeit      |
| ---- | --------------------------------- | ---------------------------- | ------------ |
| 1    | Jens Tauscher René Hohner         | Deutschland (Oberwiesenthal) | 1:31,660 min |
| 2    | Steffen Skel Steffen Wöller       | Deutschland (Oberhof)        | 1:31,973 min |
| 3    | Leszek Szarejko Adrian Przechewka | Polen                        |              |

### Teamwettbewerb
| Rang | Nation      | Sportler                                                                                              |
| ---- | ----------- | --- |
| 1    | Deutschland | Ralf Kutzner, Norbert Gatz, Barbara Niedernhuber, Jean Roos, Jens Tauscher/René Hohner                |
| 2    | Sowjetunion | Oleg Jermolin, Alexander Roussak, Tatjana Balouch, Albina Sacharowa, Danil Tschaban/Andrej Klimentjew |
| 3    | Österreich  | Markus Neyer, Rainer Margreiter, Sonja Manzenreiter, Tanja Painsi, Tobias Schiegl/Markus Schiegl      |

### Medaillenspiegel
| Rang | Nation      | Gold | Silber | Bronze | Gesamt |
| ---- | ----------- | ---- | ------ | ------ | ------ |
| 1    | Deutschland | 4    | 3      | 2      | 9      |
| 2    | Sowjetunion | 0    | 1      | 0      | 1      |
| 3    | Österreich  | 0    | 0      | 1      | 1      |
| 3    | Polen       | 0    | 0      | 1      | 1      |